# Canthocamptus staphylinoides
Canthocamptus staphylinoides är en kräftdjursart som beskrevs av Arthur Sperry Pearse 1905. Canthocamptus staphylinoides ingår i släktet Canthocamptus och familjen Canthocamptidae. Inga underarter finns listade i Catalogue of Life.